# Helige Johannes Döparens kyrka, Užice
Helige Johannes Döparens kyrka (serbisk kyrilliska: Црква Светог Јована Крститеља; latinska: Crkva Svetog Jovana Krstitelja) är en serbisk-ortodox kyrkobyggnad belägen i staden Užice, i distriktet Zlatibor, i västra Serbien.
Kyrkan är helgad åt Johannes Döparen och tillhör det serbisk-ortodoxa stiftet Žičas stift.

## Historik
Helige Johannes Döparens kyrka i Užice började byggas år 2000 och grunden invigdes 2002.
2011 dekorerades fasaden.

## Bilder

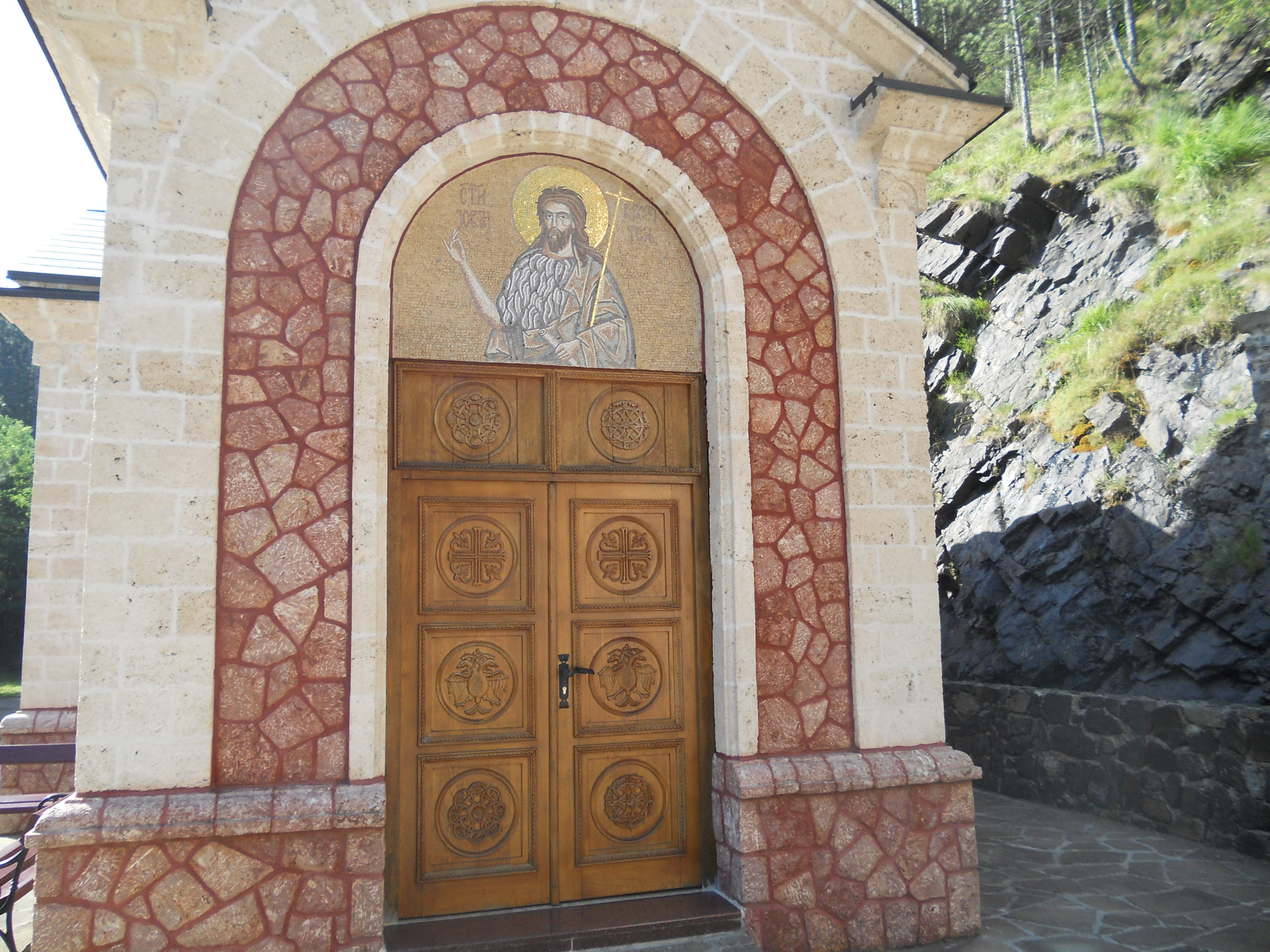
Entrén.
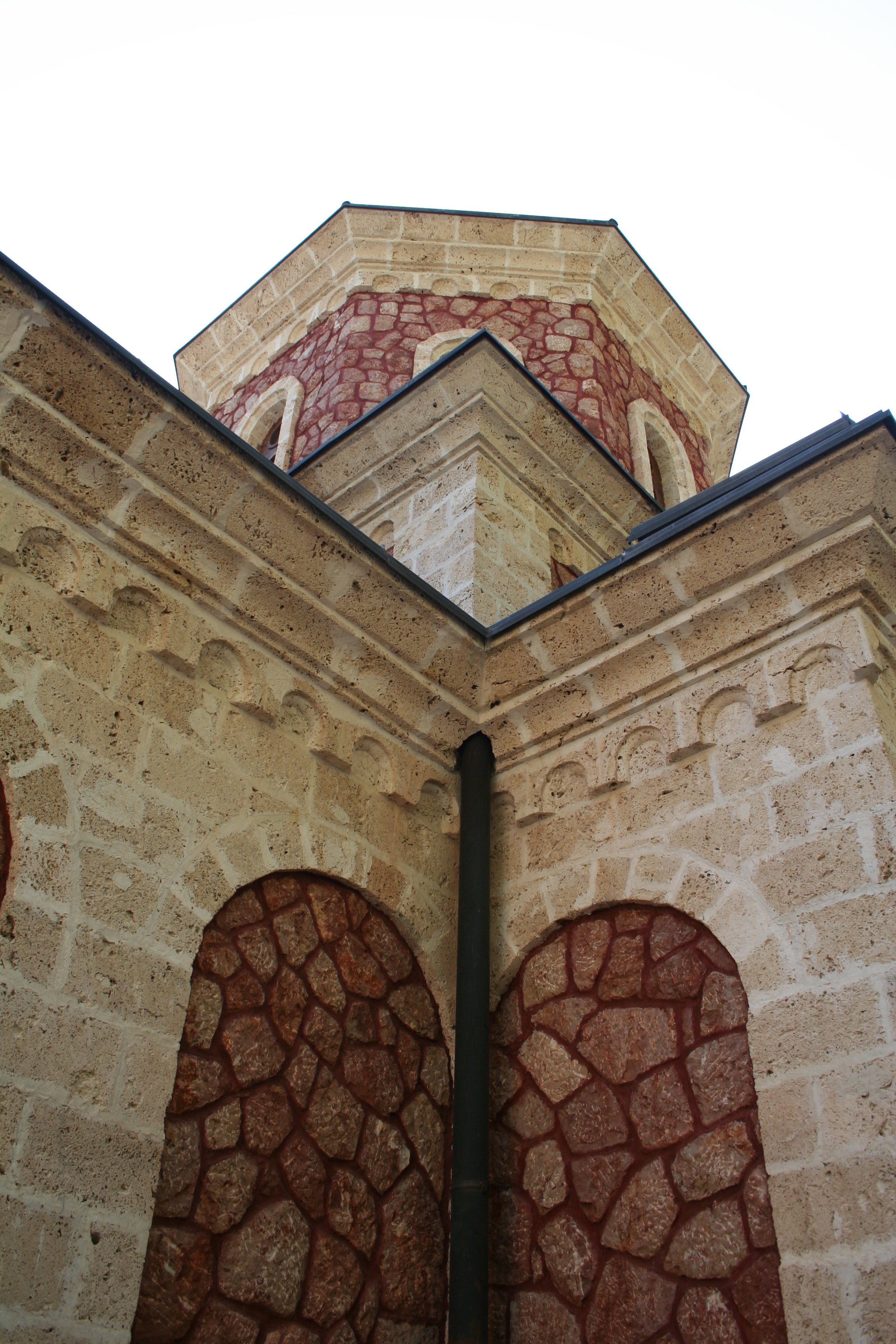
Närmare bild på fasaden.